# Villarosa
Villarosa település Olaszországban, Szicília régióban, Enna megyében. Lakosainak száma 4377 fő (2023. január 1.). Villarosa Alimena, Bompietro, Calascibetta, Santa Caterina Villarmosa és Enna községekkel határos.

## Népesség
A település lakossága az elmúlt években az alábbi módon változott:
| Lakosok száma | 4866 | 4827 | 4377 |
|               | 2017 | 2018 | 2023 |